# Радівці (зупинний пункт)
Раді́вці (Радовці) — пасажирський зупинний пункт Жмеринської дирекції Південно-Західної залізниці на електрифікованій дільниці Жмеринка — Гречани між зупинним пунктом Гришки (3 км) та станцією Комарівці (5 км). Розташований в селі Радівці Хмельницького району Хмельницької області.

## Пасажирське сполучення
На платформі Радівці зупиняються приміські електропоїзди сполученням Жмеринка — Гречани.